# Kiril Rakarov
Kiril Manolov Rakarov (Bulgaars: Кирил Манолов Ракаров) (Pavlikeni, 24 mei 1932 - Sofia, 25 augustus 2006) was een Bulgaars voetballer en voetbalcoach. Hij heeft gespeeld bij Cherveno Zname Pavlikeni en CSKA Sofia.

## Loopbaan
Rakarov maakte zijn debuut voor Bulgarije in 1953. Hij heeft 58 wedstrijden gespeeld voor de nationale ploeg en hij heeft een doelpunt gescoord. Hij zat in de selectie die deed mee aan het voetbaltoernooi op de Olympische Zomerspelen 1956, waar Bulgarije een bronzen medaille won. Hij zat ook in de selectie die deed mee aan het voetbaltoernooi op Wereldkampioenschap 1962.

## Erelijst
- Parva Liga (10) : 1952, 1954, 1955, 1956, 1957, 1958, 1958–1959, 1959–1960, 1960–1961, 1961–1962 (CSKA Sofia)
- Bulgarije beker (3) : 1953–1954, 1954–1955, 1960–1961 (CSKA Sofia)
- Olympische Zomerspelen 1956 : 1956 (Brons)